# Comminiano

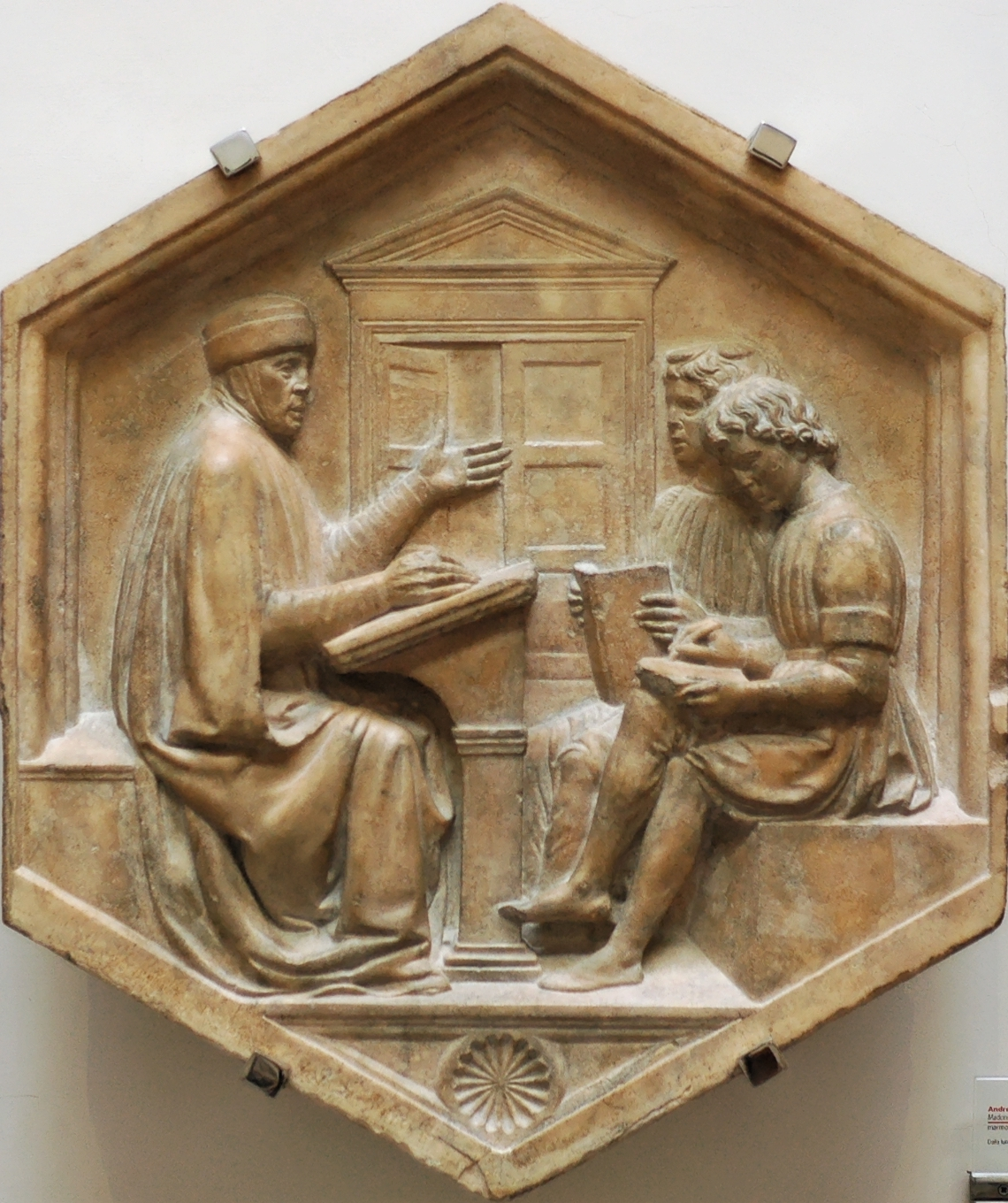
Grammatico e allievo, formella di Luca della Robbia

Comminiano (in latino Conminianus; ... – IV secolo) è stato un grammatico romano.

## Biografia
L'unico appiglio cronologico per situare Comminiano è il fatto che sia citato da Flavio Sosipatro Carisio, vissuto nel IV secolo d.C..

## Opera
Di lui ci restano, appunto, sparute citazioni da Carisio nella sua Ars Grammatica: sull'ablativo, sull'ordine delle coniugazioni, sulle congiunzioni, sulle interiezioni. Da ciò si potrebbe comunque pensare che anche Comminiano avesse scritto una completa Ars grammatica, tra l'altro di grande valore, visto che Carisio lo chiama disertissimus.